# Canton de Cruseilles
Le canton de Cruseilles est un ancien canton français, situé dans le département de la Haute-Savoie. Le chef-lieu de canton se trouvait à Cruseilles. Il disparait lors du redécoupage cantonal de 2014 et les communes rejoignent le canton de La Roche-sur-Foron.

## Géographie
Le canton de Cruseilles se situe dans la partie nord de la province du Genevois, dans le département de la Haute-Savoie. Le pays de Cruseilles se trouve entre les bassins du Haut-Genevois, Annecien ainsi que de la vallée de l'Arve, soit entre les communes de Saint-Julien-en-Genevois, d'Annecy et de La Roche-sur-Foron.

## Histoire
Lors de l'annexion du duché de Savoie à la France révolutionnaire en 1792, le pays de Cruseilles est organisé en canton avec Cruseilles pour chef-lieu, au sein du département du Mont-Blanc, dans le district de Carouge,. Ce nouveau canton comptait neuf communes : Andilly ; Avregny ; Cernex ; Copponex ; Cercier ; Cruseilles ; Saint-Blaise ; Villy-le-Bouveret et Vovray, avec 3 668 habitants. Avec la réforme de 1800, le canton disparaît et les communes rejoignent le canton de Saint-Julien (24 communes), dans le nouveau département du Léman.
En 1814, puis 1815, le duché de Savoie retourne dans le giron de la maison de Savoie. Le canton français de Saint-Julien devient dans la nouvelle organisation de 1816 un mandement sarde comprenant trente communes, au sein de la province de Carouge. Les réformes de 1818, puis 1837 maintiennent le mandement mais celui-ci passe à 29 communes. Carouge et d'autres communes frontalières ont été données à la Suisse par le traité de Turin de 1816, mais la province continue d'exister avec Saint-Julien comme nouveau-chef-lieu. La province disparaît pour intégrer celle du Genevois, dans la nouvelle division administrative d'Annecy.
Au lendemain de l'Annexion de 1860, le duché de Savoie est réunis à la France et retrouve une organisation cantonale, au sein du nouveau département de la Haute-Savoie (créé par décret impérial le 15 juin 1860). Le canton de Cruseilles est à nouveau créé par décret du 20 décembre 1860 et formé par avec des communes retirées des cantons de Saint Julien, de Thorens et de Reignier.
Lors du redécoupage cantonal de 2014, le canton est supprimé et les communes rejoignent le canton de La Roche-sur-Foron.

## Composition
Le canton du Cruseilles regroupait les communes suivantes :
| Nom                    | Code Insee | Intercommunalité         | Superficie (km2) | Population (dernière pop. légale) | Densité (hab./km2) |
| ---------------------- | ---------- | ------------------------ | ---------------- | --------------------------------- | ------------------ |
| Cruseilles (chef-lieu) | 74096      | CC du Pays de Cruseilles | 25,41            | 4 315 (2014)                      | 170                |
| Allonzier-la-Caille    | 74006      | CC du Pays de Cruseilles | 9,62             | 1 846 (2014)                      | 192                |
| Andilly                | 74009      | CC du Pays de Cruseilles | 6,07             | 830 (2014)                        | 137                |
| Cercier                | 74051      | CC du Pays de Cruseilles | 11,46            | 646 (2014)                        | 56                 |
| Cernex                 | 74052      | CC du Pays de Cruseilles | 12,66            | 965 (2014)                        | 76                 |
| Copponex               | 74088      | CC du Pays de Cruseilles | 9,21             | 1 022 (2014)                      | 111                |
| Menthonnex-en-Bornes   | 74177      | CC du Pays de Cruseilles | 8,48             | 1 074 (2014)                      | 127                |
| Le Sappey              | 74259      | CC du Pays de Cruseilles | 13,72            | 395 (2014)                        | 29                 |
| Saint-Blaise           | 74228      | CC du Pays de Cruseilles | 2,55             | 353 (2014)                        | 138                |
| Villy-le-Bouveret      | 74306      | CC du Pays de Cruseilles | 3,49             | 606 (2014)                        | 174                |
| Vovray-en-Bornes       | 74313      | CC du Pays de Cruseilles | 6,57             | 423 (2014)                        | 64                 |

## Représentation

### Conseillers généraux de 1861 à 2015
| Période     | Période      | Identité                             | Étiquette                            | Qualité |
| ----------- | ------------ | ------------------------------------ | ------------------------------------ | --- |
| 1861        | 1864 (?)     | Georges Bouchet                      |                                      | Docteur-médecin |
| 1864 (?)    | 1871         | Hippolyte Pissard                    | Catholique Conservateur Bonapartiste | Député (1860-1870) Avocat |
| 1871        | 1883         | François Bouchet                     | Républicain                          | Docteur-médecin Maire de Cruseilles (1860-1867)                                                                                          |
| 1883        | 1899 (décès) | Aimé Dusonchet                       | Républicain                          | Docteur en droit, avocat à Annecy Banquier à Genève Maire de Cruseilles                                                                  |
| 1899        | 1904 (décès) | Ernest Dusonchet (fils du précédent) | Républicain                          | Docteur en droit, avocat à Genève |
| 1904        | 1937         | Henri Bouchet                        | Républicain                          | Docteur-médecin |
| 1937        | 1940         | Joseph Pinget                        | Républicain                          | Notaire - Maire de Cruseilles Nommé membre de la Commission administrative départementale en 1941 Nommé conseiller départemental en 1942 |
|             |              |                                      |                                      | |
| 1945        | 1952 (décès) | Joseph Pinget                        | DVD                                  | Notaire - Maire de Cruseilles |
| 5 mars 1953 | 1958         | Marius Fournier                      | MRP                                  | Agriculteur - Maire de Copponex |
| 1958        | 1970         | Victor Deshusses                     | DVD                                  | Haut fonctionnaire, Cruseilles |
| 1970        | 2001         | Bernard Pellarin                     | RI puis UDF-PR                       | Cadre Sénateur (1977-1995) Président du Conseil Général (1979-1998) Maire de Cruseilles                                                  |
| 2001        | 2015         | Jean-Loup Galland                    | DVD                                  | Médecin à Cruseilles |

### Conseillers d'arrondissement (de 1861 à 1940)
| Période                                  | Période | Identité                      | Étiquette | Qualité |
| ---------------------------------------- | ------- | ----------------------------- | --------- | --- |
| av.1897                                  |         | Pierre-Auguste Lachat         |           | Adjoint au maire de Cruseilles                                                                              |
|                                          |         |                               |           | |
| av.1934                                  | 1940    | Claudius Pellarin (1879-1953) | URD       | Géomètre à Cruseilles                                                                                       |
| 1940                                     |         |                               |           | Les conseils d'arrondissement ont été suspendus par la loi du 12 octobre 1940 et n'ont jamais été réactivés |
| Les données manquantes sont à compléter. |         |                               |           | |